# Liste des distinctions de Girl's Day
 (février 2020).
Cet article est la liste des récompenses et des nominations de Girl's Day.
Girl's Day (coréen: 걸스데이) était un girl group sud-coréen formé par Dream Tea Entertainment, une filiale de KOSDAQ-Wellmade Star M en 2010. Il était composé à sa dissolution en 2019 de quatre membres : Sojin, Minah, Yura et Hyeri.

## Récompenses et nominations

### Korean Culture Entertainment Awards
| Année | Catégorie                                      | Travail nommé | Résultat |
| ----- | ---------------------------------------------- | ------------- | -------- |
| 2010  | New Generation Popular Music Teen Singer Award | Girl's Day    | Lauréat  |
| 2012  | Idol Music Excellence Award                    | Girl's Day    | Lauréat  |
| 2013  | Idol Excellence Award                          | Girl's Day    | Lauréat  |

### Seoul Success Awards
| Année | Catégorie      | Travail nommé | Résultat |
| ----- | -------------- | ------------- | -------- |
| 2010  | Cultural Award | Girl's Day    | Lauréat  |

### Gaon Chart K-Pop Awards
| Année | Catégorie                  | Travail nommé | Résultat |
| ----- | -------------------------- | ------------- | -------- |
| 2011  | Discovery of the Year      | Girl's Day    | Lauréat  |
| 2013  | 15 Weeks Over Top 50       | "Expectation" | Lauréat  |
| 2014  | Song of the Year (Janvier) | Girl's Day    | Lauréat  |

### Republic of Korea Entertainment Arts Awards
| Année | Catégorie                | Travail nommé | Résultat |
| ----- | ------------------------ | ------------- | -------- |
| 2011  | Best Female Rookie Award | Girl's Day    | Lauréat  |

### Mnet Asian Music Awards (MAMA)
| Année | Catégorie                                | Travail nommé  | Résultat   |
| ----- | ---------------------------------------- | -------------- | ---------- |
| 2013  | Song Of The Year                         | "Expectation"  | Nomination |
| 2013  | Best Dance Performance by a Female Group | "Expectation"  | Nomination |
| 2014  | Best Female Group                        | Girl's Day     | Nomination |
| 2014  | Best Dance Performance by a Female Group | "Something"    | Lauréat    |
| 2014  | BC - UnionPay Artist of the Year         | Girl's Day     | Nomination |
| 2014  | BC - UnionPay Song of the Year           | "Something"    | Nomination |
| 2015  | Best Dance Performance by a Female Group | "Ring My Bell" | En attente |
| 2015  | BC - UnionPay Song of the Year           | "Ring My Bell" | En attente |

### World Music Awards
| Année | Catégorie             | Travail nommé | Résultat   |
| ----- | --------------------- | ------------- | ---------- |
| 2014  | World's Best Song     | "Something"   | Nomination |
| 2014  | World's Best Video    | "Something"   | Nomination |
| 2014  | World's Best Group    | Girl's Day    | Nomination |
| 2014  | World's Best Live Act | Girl's Day    | Nomination |

### MelOn Music Awards
| Année | Catégorie          | Travail nommé | Résultat   |
| ----- | ------------------ | ------------- | ---------- |
| 2014  | Top 10             | Girl's Day    | Lauréat    |
| 2014  | Music Video Award  | "Something"   | Nomination |
| 2014  | Song of the Year   | "Something"   | Nomination |
| 2014  | Artist of the Year | Girl's Day    | Nomination |

### Golden Disk Awards
| Année | Catégorie       | Travail nommé | Résultat |
| ----- | --------------- | ------------- | -------- |
| 2015  | Digital Bonsang | "Something"   | Lauréat  |

### SBS Awards Festival
| Année | Travail nommé | Titre          | Résultat |
| ----- | ------------- | -------------- | -------- |
| 2014  | Girl's Day    | Top 10 Artists | Lauréat  |

### Seoul Music Awards
| Année | Catégorie            | Travail nommé | Résultat   |
| ----- | -------------------- | ------------- | ---------- |
| 2015  | Bonsang Award        | "Something"   | Lauréat    |
| 2015  | Popularity Award     | Girl's Day    | Nomination |
| 2015  | Hallyu Special Award | Girl's Day    | Nomination |

### Autres
| Année | Titre                                     | Catégorie                                        | Travail nommé | Résultat   |
| ----- | ----------------------------------------- | ------------------------------------------------ | ------------- | ---------- |
| 2014  | MTV The Show                              | Best Icon                                        | Girl's Day    | Lauréat    |
| 2014  | 1st Gaon Weibo Chart                      | Gaon Weibo Social Star Award                     | Girl's Day    | Lauréat    |
| 2014  | 7th Style Icon Awards                     | Top 10 Style Icons                               | Girl's Day    | Nomination |
| 2014  | 9th Asian Model Festival Awards           | Popularity Award                                 | Girl's Day    | Lauréat    |
| 2014  | 2014 Cable Tv Star Awards                 | Cable Tv Star                                    | Girl's Day    | Lauréat    |
| 2015  | The 27th Korean PD Awards                 | Performer Award                                  | Lauréat       |            |
| 2015  | 2015 Korean Popular Culture & Arts Awards | Minister of Culture,Sports and Pop Culture Award | Lauréat       |            |
| 2015  | Culture Technology Awards Ceremony        | Artist Award                                     | Lauréat       |            |
| 2015  | 2015 Ceci Star Awards                     |                                                  | En attente    |            |